# Ahnsen
Ahnsen is een gemeente in de Duitse deelstaat Nedersaksen. De gemeente maakt deel uit van de Samtgemeinde Eilsen in het Landkreis Schaumburg.
Ahnsen telt 1.002 inwoners.
Ahnsen is een weinig belangrijk forensendorp met beperkte toeristische faciliteiten voor mensen, die in het omringende Wezerbergland wandel- of fietstochten willen ondernemen. Het dorp ligt vlak ten noorden van de hoofdplaats van de Samtgemeinde, het kuuroord Bad Eilsen.
Het dorp wordt in 1256 voor het eerst in een document vermeld. Historische gebeurtenissen van meer dan plaatselijk belang zijn niet overgeleverd. 
- Gemeinsame Normdatei: 10148515-3
- Virtual International Authority File: 128843656

Ahnsen · 
Apelern · 
Auetal · 
Auhagen · 
Bad Eilsen · 
Bad Nenndorf · 
Beckedorf · 
Buchholz · 
Bückeburg · 
Hagenburg · 
Haste · 
Heeßen · 
Helpsen · 
Hespe · 
Heuerßen · 
Hohnhorst · 
Hülsede · 
Lauenau · 
Lauenhagen · 
Lindhorst · 
Lüdersfeld · 
Luhden · 
Meerbeck · 
Messenkamp · 
Niedernwöhren · 
Nienstädt · 
Nordsehl · 
Obernkirchen · 
Pohle · 
Pollhagen · 
Rinteln · 
Rodenberg · 
Sachsenhagen · 
Seggebruch · 
Stadthagen · 
Suthfeld · 
Wiedensahl · 
Wölpinghausen